# Scaphytopius nigrifrons
Scaphytopius nigrifrons är en insektsart som beskrevs av Delong 1923 . Scaphytopius nigrifrons ingår i släktet Scaphytopius och familjen dvärgstritar. Inga underarter finns listade i Catalogue of Life.